# Voitures modernisées Sud-Est à essieux « trois pattes »
Surnommées trois pattes du fait qu'elles sont supportées par 3 essieux, les voitures modernisées Sud-Est résultent de la modernisation entre 1951 et 1961 d'anciennes voitures à caisse en bois et portières latérales.
Étudiée par Louis Bruhat, ingénieur à la SNCF, elle est la plus aboutie de toutes les modernisations de voitures à essieux.

## Types
La modernisation porte sur deux types de voitures :
1. des voitures PLM d'express (châssis courts) construites entre 1906 et 1911 ;
2. des voitures ex-PLM de banlieue (châssis longs) construites entre 1910 et 1929.

En 1951, deux prototypes utilisant chacun des deux modèles de châssis ont été réalisés. Ces prototypes ayant donné satisfaction, le programme de modernisation a été décidé. Il s'étend de 1953 à 1961 et concerne au total 1 392 voitures, toutes à 3 essieux, :
- 384 B6tm (1951-56, puis B6ai(z)) à couloir latéral (voitures ex-PLM d'express), longues de 13,874 m ;
- 1008 voitures ex-PLM de banlieue, longues de 14,91 m :
  -   46 A7tm (1953-61, puis A9taiz en 1971) ;
  - 101 A3B4tm (1953-61, puis A3½B5taiz en 1971) ;
  - 595 B8tm (1951-61, puis B9tai(z) en 1971) ;
  -    8 B7tm (1954, puis B7taiz en 1971) ;
  - 258 B4Dtm (1953-61, puis B4Dtai) semi-fourgon.

après suppression de la 3e classe (C->B, B->A).

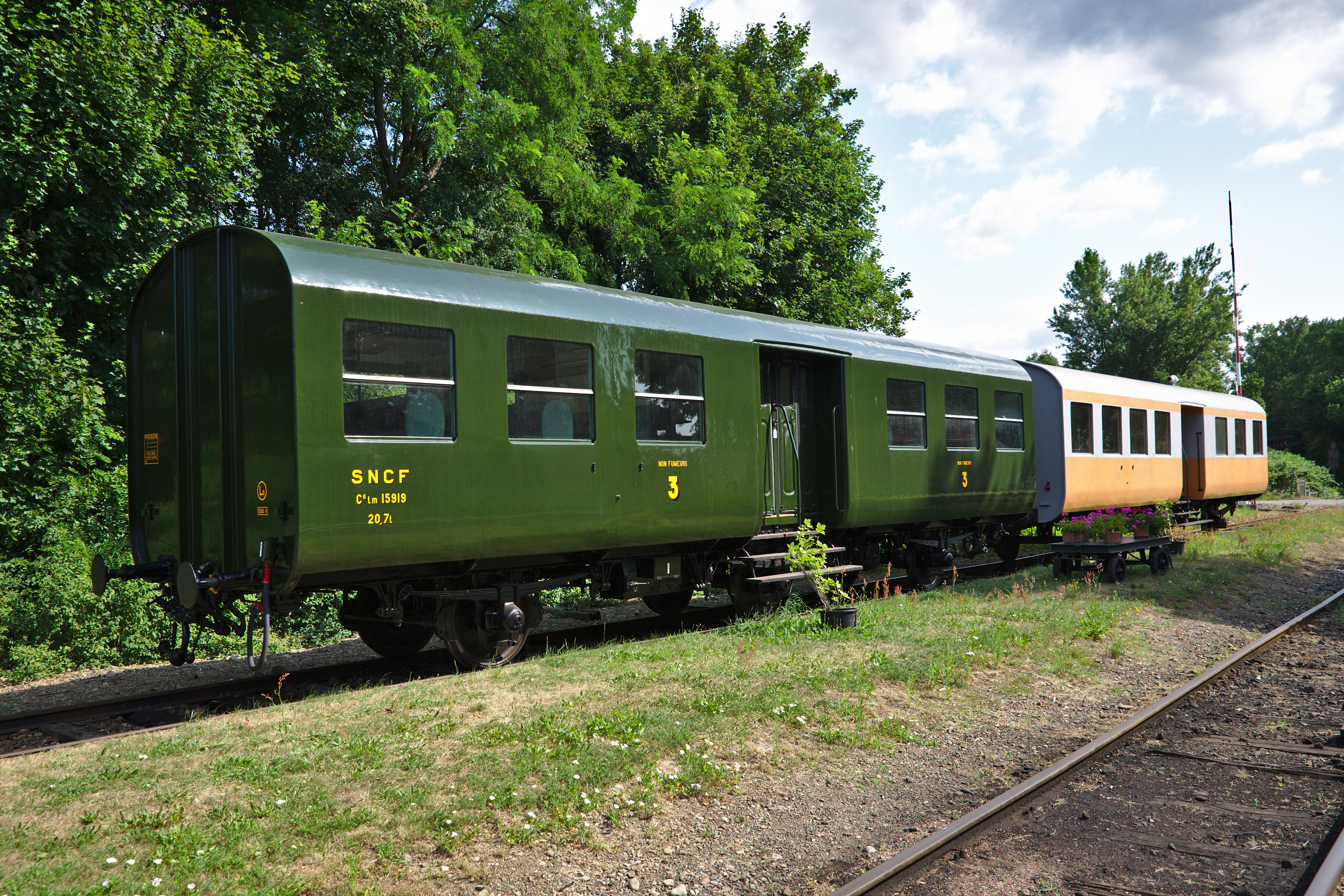
Voitures C6tm et B7tm.
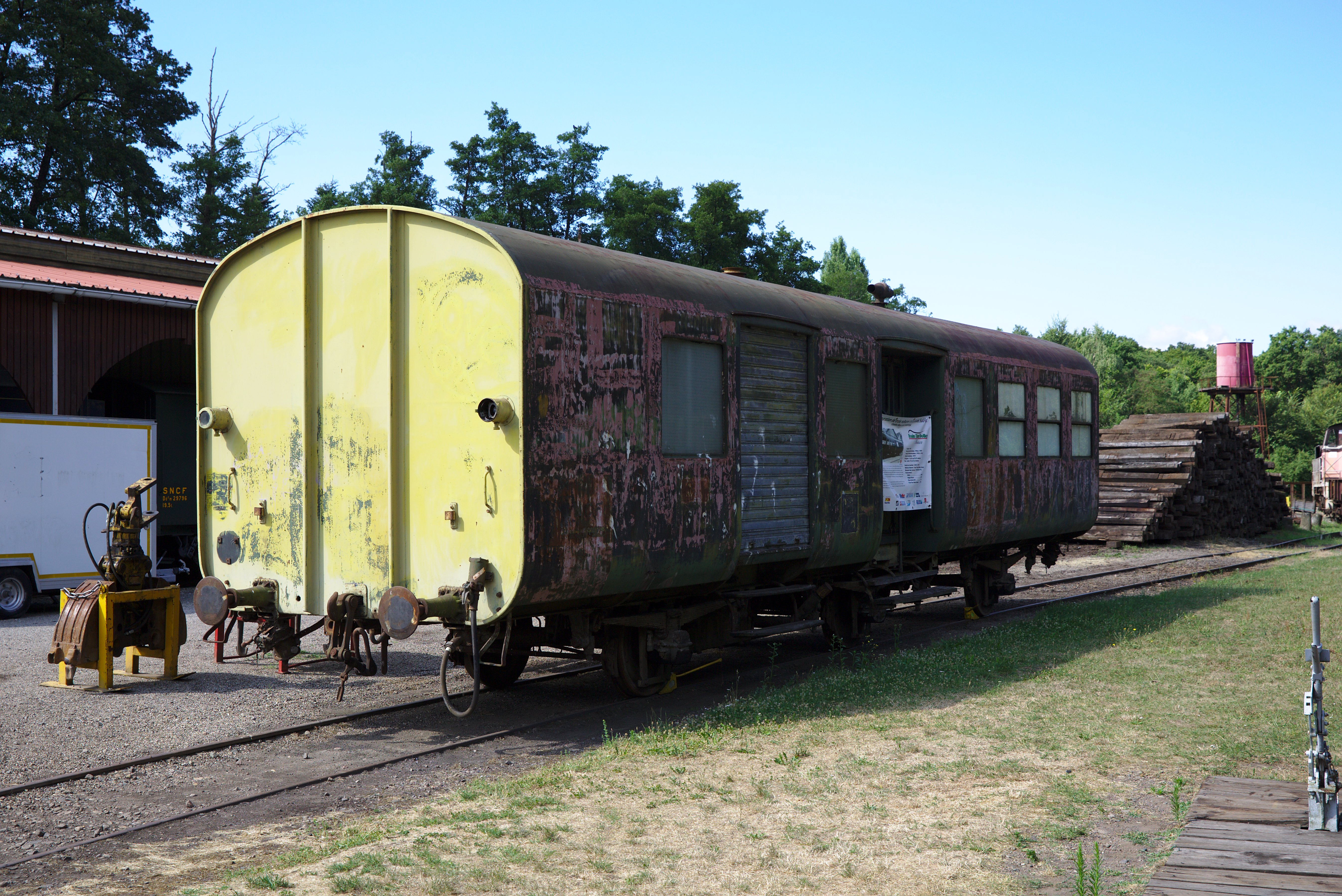
Rénovation d'une C4Dtm.
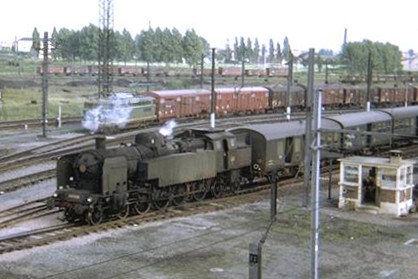
242 TA ex-PLM, puis Nord en tête d'une rame de 3 pattes à Lille en 1968.

## Caractéristiques
- Châssis conservé,

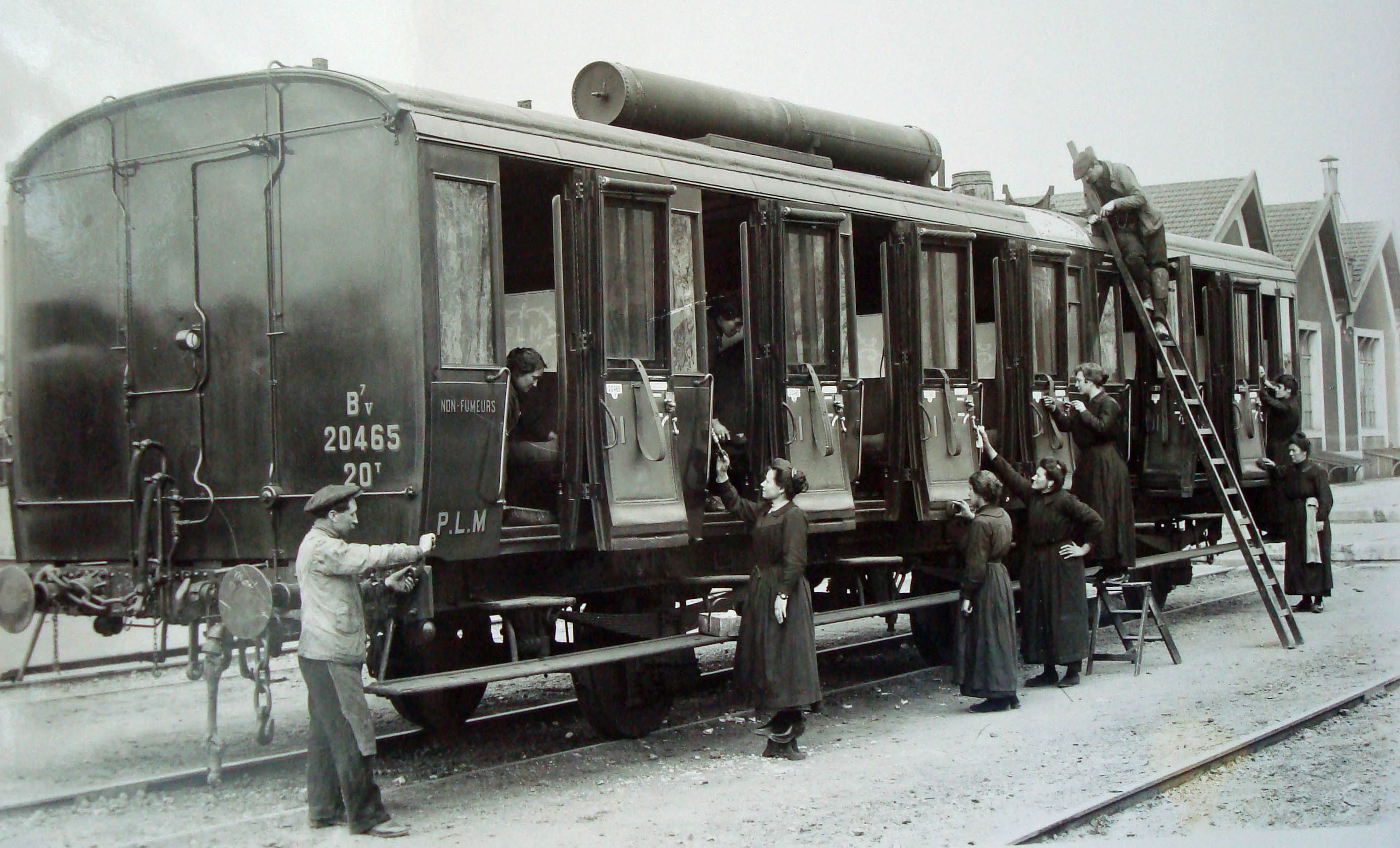
Exemple de voiture PLM à 3 essieux avant modernisation.

- Caisse métallique neuve remplaçant la caisse en bois, avec un accès sur chaque face latérale par une double porte pliante à commande pneumatique identique à celle des voitures modernisées Sud-Est à bogies (« Bruhat »),
- Aménagement intérieur avec couloir latéral conservé sur les anciennes voitures express,
- Aménagement intérieur avec allée centrale sur les anciennes voitures de banlieue,
- Vitesse maximale : 120 km/h,
- Chauffage électrique ou vapeur.

## Services effectués
Ces voitures ont circulé en service omnibus et même express dans toutes les régions de la SNCF (depuis 1970). Elles ont d'abord circulé sur les lignes de l'ancien réseau PLM où elles ont longtemps été affectées à la ligne des Alpes y compris pour constituer des trains express à longs parcours comme Lyon - Grenoble - Veynes - Marseille ou comme Valence - Grenoble - Chambéry - Genève en service international. En région Sud-Ouest elles ont été utilisées en traction électrique sur les lignes Pau - Canfranc et Toulouse - La Tour-de-Carol. À partir de 1970, elles remplacent les anciennes voitures à deux essieux des réseaux Sud-Ouest et Ouest. Sur certaines liaisons comme Rennes - Nantes, les voitures A et AB sont déclassées en B, la première classe étant confiée à des voitures à bogies comme les USI.
Leurs dernières circulations régulières furent sur la ligne Nevers - Montchanin tractées par des locomotives à vapeur 141R du dépôt de Nevers jusqu'en 1972, puis tractées par des BB 67000 du même dépôt de Nevers jusqu'en 1977. Elles ont circulé également en fin de carrière sur des trains des CFTA Troyes - Châtillon-sur-Seine, Gray - Is-sur-Tille - Dijon tractées par les locomotives à vapeur 140 C, des locotracteurs Coferma et des locomotives Diesel-électriques BB 66000.
Leur retrait du service s'est achevé en 1977.

## Modélisme
Plusieurs marques ont reproduit ce type de voiture dont le RMA, Fleischmann et LS Models en HO.

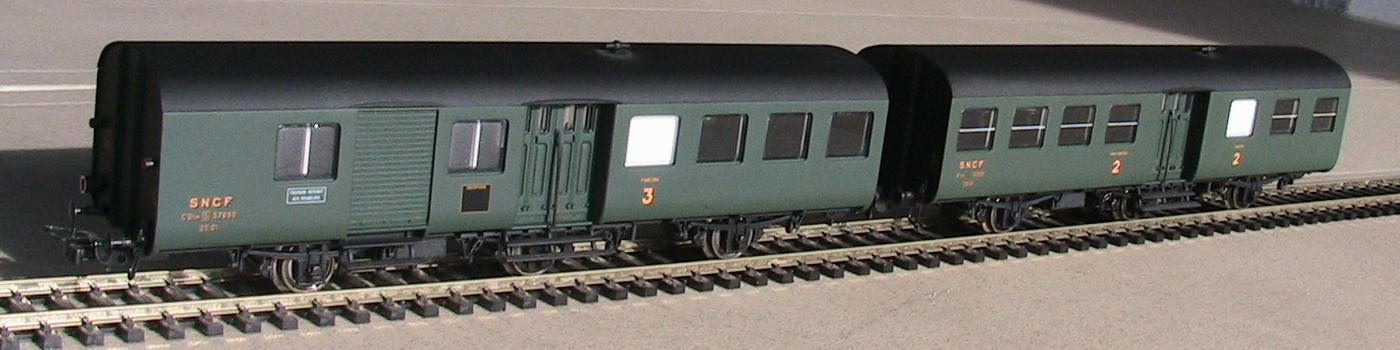
Modèles réduits des C^{4}Dtm et B^{7}tm par LS Models.